# تصاعد همساز
سه عدد تشکیل تصاعد همساز یا توافقی می‌دهند، وقتی وارون آنها تصاعد حسابی باشد. سه عدد ۳، ۴ و ۶ به نسبت توافقی هستند، زیرا کسرهای ۱/۳، ۱/۴ و ۱/۶ به تصاعد حسابی هستند: 
{\displaystyle {\frac {1}{4}}-{\frac {1}{3}}={\frac {1}{6}}-{\frac {1}{4}}}